# Virbhadra Singh
Virbhadra Singh, född 23 juni 1934 i Sarahan i Himachal Pradesh, död 8 juli 2021 i Shimla i Himachal Pradesh, var en indisk politiker chefsminister (chief minister) i den indiska delstaten Himachal Pradesh 2012–2017 och dessförinnan bland annat nationell minister för stålproduktion 2009–2011.
Singh var son till maharadjan av Bushehar. Han var utbildad agronom och hortonom. Han hade ett flertal ministerposter i Kongresspartiets senare regeringar under Indira Gandhis ledning. Han var premiärminister i Himachal Pradesh 8 april 1983 – 5 mars 1990, 3 december 1993 – 24 mars 1998 och slutligen 6 mars 2003 – 30 december 2007.